# Барбара (фильм, 2017)
Барбара (фр. Barbara) — французская биографическая драма 2017 года, поставленная режиссёром Матьё Амальриком. Показом ленты была открыта программа секции Особый взгляд на 70-м Каннском международном кинофестивале (2017), где она получила награду «Поэзия кино».

## Сюжет
Брижит готовится к роли известной французской певицы Барбары. Актриса обрабатывает характер, жесты, манеры и интонации смотри. Разучивает партитуры, принимает мимику — и все больше сливается с персонажем. Режиссёр также готовится к съемкам: изучает архивные кадры, занимается подбором музыки. Он вдохновлен и даже одержимый, но Барбарой — или её воплощением?

## В ролях
| Актёр           | Роль            |
| --------------- | --------------- |
| Жанна Балибар   | Брижит          |
| Матье Амальрик  | Ив Занд         |
| Винсент Пейрани | Ролан Романелли |
| Орор Клеман     | Эстер           |
| Грегуар Колен   | Шарль Маруани   |